# Pneumophionyssus aristoterisi
Famille
Genre
Espèce
Pneumophionyssus aristoterisi est la seule espèce de la famille. C'est un parasite pulmonaire de serpents.

## Classification
La famille des Pneumophionyssidae, le genre Pneumophionyssus et l'espèce Pneumophionyssus aristoterisi sont décrits par Flavio O. R. da Fonseca en 1940.

### Publication originale
- [1940] (pt) Fonseca, « Notas de Acareologia. XXX.-Familias, genero e especie novos de acarianos parasitas do pulmao de serpentes (Acari. Pneumophionyssidae, n. fam. e Entonyssidae n. fam.). XXXI.-Bolivilaelaps tricholabiatus, gen. n., sp. n. (Acari, Laelaptidae). », Memorias do Instituto Butantan, vol. 14,‎ 1940, p. 53-64. .